# Distribuidor Metropolitano
El Distribuidor Metropolitano (alternativamente Distribuidor Boyacá) es el nombre que recibe una estructura vial localizada en el Municipio Sucre al este del Distrito Metropolitano de Caracas, al centro norte del país sudamericano de Venezuela. Recibe el nombre de "metropolitano" por encontrarse en las cercanías de la Universidad Metropolitana, mientras que la denominación Boyacá viene de la Batalla de Boyacá.

## Descripción

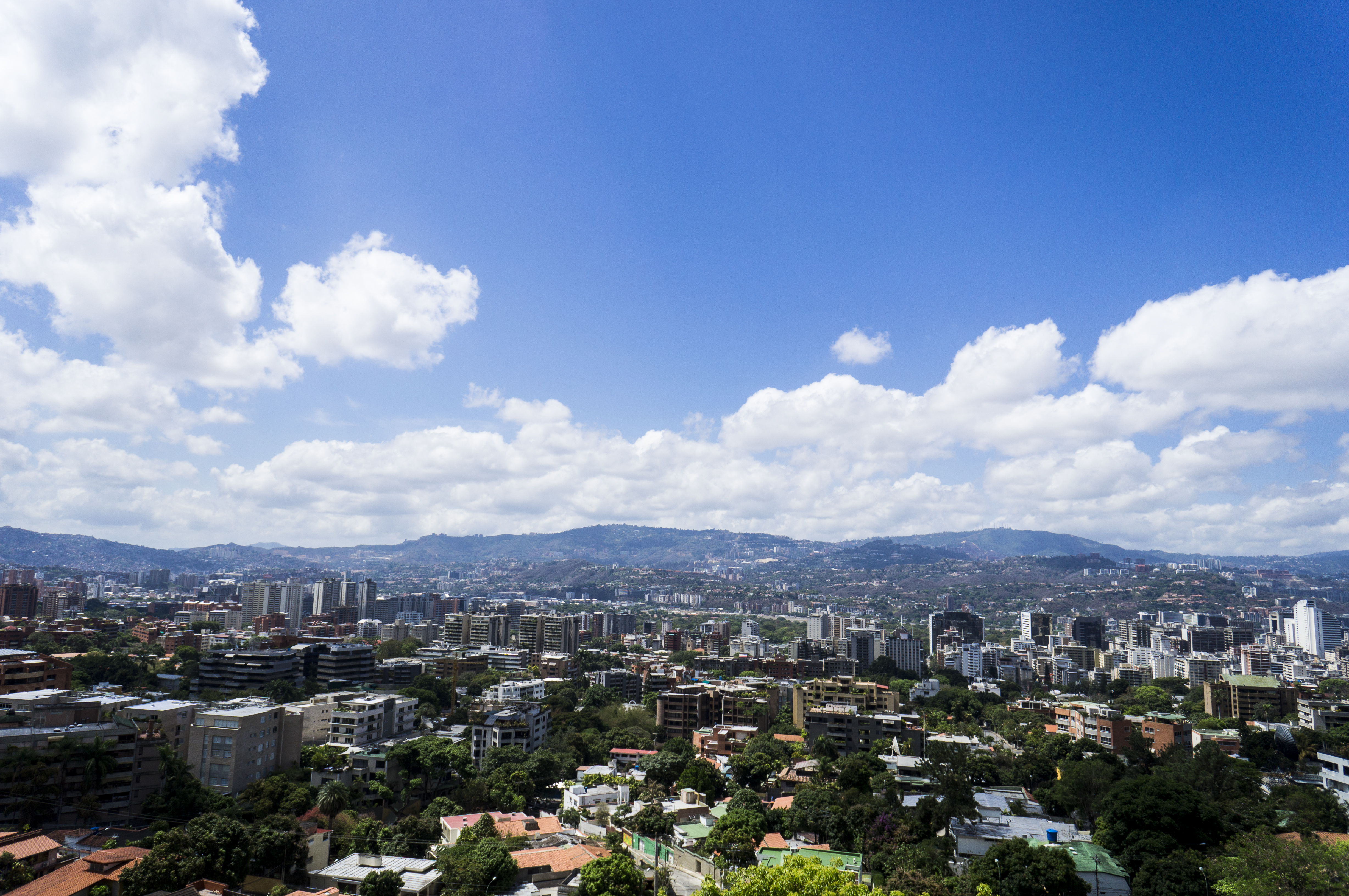
Vista de Caracas desde la Avenida Boyacá

Se trata de un distribuidor hecho de concreto armado que conecta varias de las arterias viales más importantes de la capital venezolana, como lo son la Avenida Boyacá o Cota Mil con la Autopista Francisco Fajardo (en el tramo conocido como Autopista del Este) y el inicio de la Autopista a oriente o Autopista Gran Mariscal de Ayacucho. En sus alrededores es posible localizar el Parque de Recreación Rómulo Gallegos (Sector Galindo), la Urbanización El Marqués (Norte) la Urbanización Terrazas del Ávila, el Coliseo (sede principal de la policía del Municipio Sucre), el Makro de la Urbina, la calle Envolvente, la carretera vieja Petare Guarenas, el Centro Comercial Terrazas del Ávila, el barrio San José, el Barrio Antonio José de Sucre, el Parque Galindo, entre otros.
En agosto de 2015 se iniciaron las obras de ampliación de la Autopista Antonio José de Sucre desde este distribuidor hasta el Túnel de Turumo.